# Пчёлка (моторная лодка)
«Пчёлка» — лодка с подвесным мотором мощностью 8,8 кВт (12 л. с.) и плоскокилеватыми обводами, позволяющими ей развивать скорость с одним водителем до 39 км/ч, с двумя — до 34 км/ч, предназначалась для обслуживания тренировок и соревнований по водно-моторному спорту.
Проект разработан с учётом возможности перевозки «Пчёлки» на багажнике легкового автомобиля. Лодка может также использоваться для прогулок, охоты и рыбной ловли.
Параллельно основной модели заводом выпускался вариант лодки открытого типа, предназначенный для эксплуатации под мотором, под веслами, под парусом с использованием вооружения швертбота «Оптимист».
| Технические характеристики                   | Показатели    |
| -------------------------------------------- | ------------- |
| Длина наибольшая, м                          | 3,0           |
| Ширина наибольшая, м                         | 1,3           |
| Высота борта на миделе, м                    | 0,385         |
| Пассажировместимость, включая водителя, чел. | 2             |
| Скорость с 2 чел./1 чел., с ПМ 8 л.с., км/ч  | 15/30         |
| Скорость с 2 чел./1 чел., с ПМ 12 л.с., км/ч | 34/39         |
| Дальность плавания, км                       | 50–100        |
| Материал корпуса                             | стеклопластик |

«Пчёлке» разрешён выход на воду при высоте волны до 0,5 м. Полностью затопленная лодка остаётся на плаву, поддерживая 3 человек, находящихся в воде.